# 若原麻希
若原 麻希（わかはら まき、1985年11月16日 - ）は、日本のグラビアアイドル。京都府出身。血液型B型。夢幻堂株式会社所属。

## 人物
アイドルユニットKNU23のメンバーとしてデビュー。現在KNU23は脱退しており、ダンスボーカルユニットReginaのメンバーを経て同ユニットのプロデューサー業、所属事務所のマネジメント業がメインとなっている。
趣味は図書館通い、小説を書くこと、フィットネス、料理。特技はカクテル作り、エレクトーン、エレキベース、社交ダンス。
2018年11月17日、自身のTwitter（現・X）で芸能活動、スタッフとしての仕事共に無期限で休止することを表明した。
現在、夢幻堂の公式サイトのプロフィールから若原の名前が消されている。

## 出演

### テレビ
- ジョージ・ポットマンの平成史（テレビ東京）
- デラコスっちゃお（スカパー!エンタ!371）
- 巨乳だらけの水着で大運動会（スカパー！エンタ371）
- グラドルアスリート水泳編2012（スカパー!エンタ371）
- PigooHD『ZAK THE QUEEN #116』（スカパー！HD 663ch）
- ザ・ベストハウス123（フジテレビ）
- つながるセブン（J:COM）
- 中居正広の怪しい噂の集まる図書館（テレビ朝日）
- 愛しのメロンパン（CSテレ朝）
- つんつべ（Tokyo MX）

### ラジオ
- カンムリラジオ（RFラジオ日本）

## 作品

### DVD
- Sexual Body（2011年12月）
- Limit Break（2016年12月）

### CD
- KNU23「KNU」（2011年7月）
- Regina 「Prototype I」（2012年2月）
- Regina 「Prototype II」（2012年5月）
- Regina 「スイート爆弾ミュージック」（2012年12月）